# Lapphund

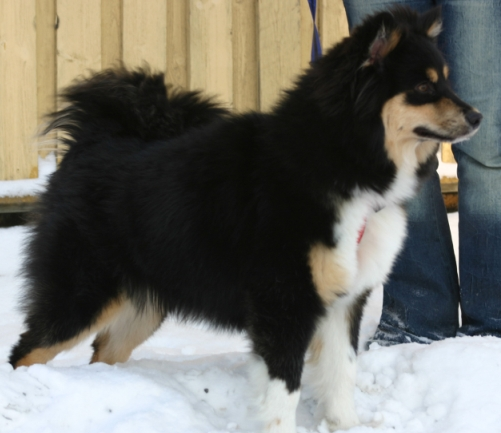
Finnischer Lapphund

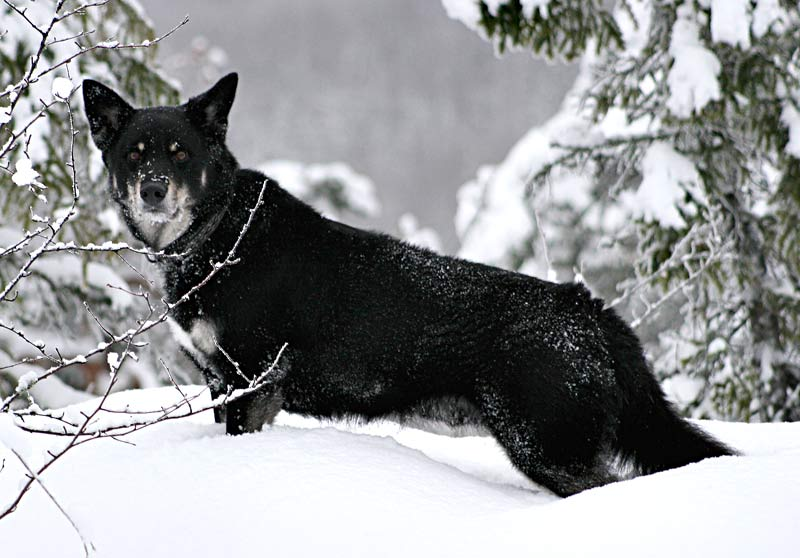
Lappländischer Rentierhund

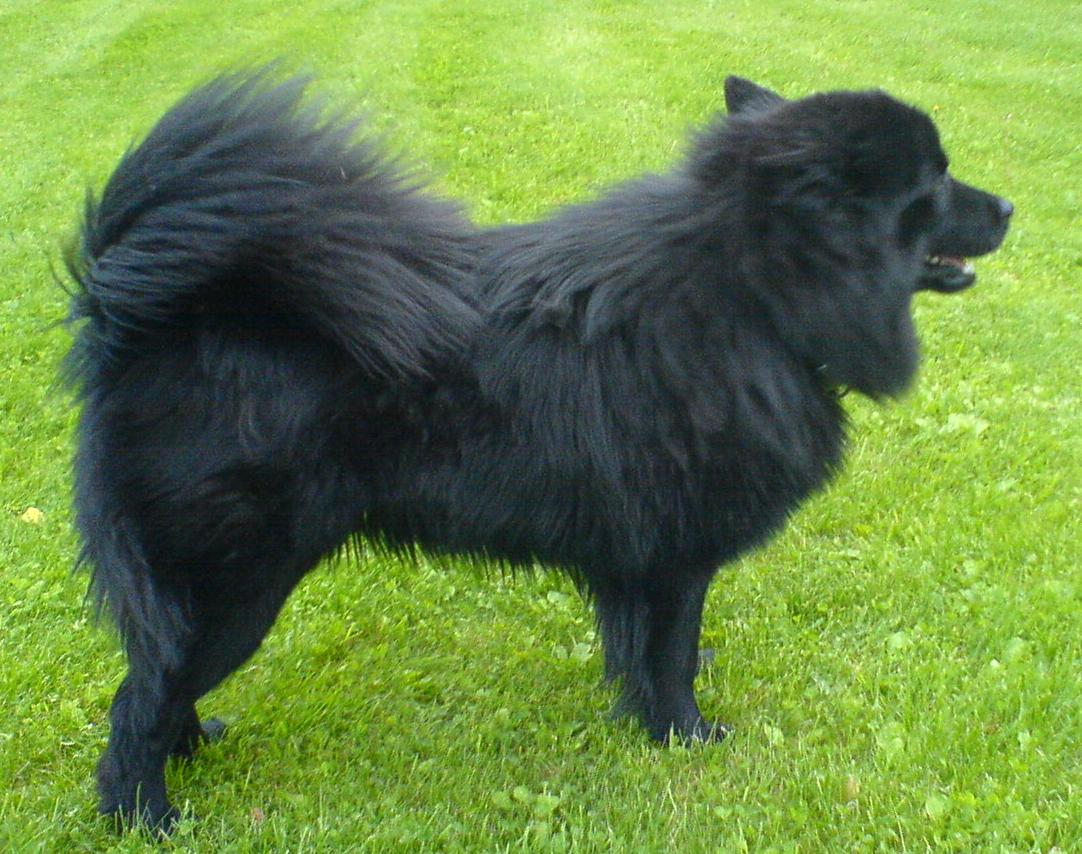
Schwedischer Lapphund

Unter Lapphund (finnisch: lapinkoira; lapin: lappländisch, koira: Haushund) werden von der FCI in der FCI-Gruppe 5, Sektion 3 drei Hunderassen aus dem nördlichen Fennoskandinavien geführt.
Die Lapphunde haben sich vermutlich vor langer Zeit aus den örtlichen Jagdhunden vom Typ der nordischen Spitze entwickelt. Die Entwicklung ist eng verbunden mit der Domestikation des Rens, dazu wurde ein klimaangepasster, selbständig arbeitender Hütehund gebraucht. Die drei Lapphundrassen sind:
- der Finnische Lapphund (Suomenlapinkoira)
- der Schwedische Lapphund (Ruotsinlapinkoira)
- der Lappländische Rentierhund (Lapinporokoira)

Obwohl sie einander ähnlich sind, dürfen diese Rassen nicht miteinander verpaart werden. Für alle drei sind die Zuchtbücher noch offen, das heißt, dass immer noch rassetypische neue Hunde eingetragen werden können.
Wenn von Hunden der Rasse Lapinkoira die Rede ist, so ist meist der Finnische Lapphund gemeint. Diese Rasse erhielt 1967 den Namen Lapinkoira und erhielt erst 1993 den heutigen Namen Suomenlapinkoira.